# Paweł Poljański
Paweł Poljański (ur. 6 maja 1990 w Wejherowie) – polski kolarz szosowy. Mistrz Polski w kategoriach juniorskich. Uczestnik mistrzostw świata w kolarstwie szosowym (edycje: 2010, 2012, 2014, 2017, 2019), a także Wielkich Tourów – Giro d’Italia (2014, 2016, 2019, 2020), Vuelta a España (2015, 2017, 2019) i Tour de France (2017, 2018).
Poljański jest wychowankiem klubu GKS Cartusia Kartuzy. W 2011 roku wyjechał do Włoch, gdzie był zawodnikiem grup młodzieżowych. Jesienią 2013 roku został zaproszony do trenowania z drużyną Tinkoff-Saxo, z którą w 2014 roku podpisał pierwszy w karierze zawodowy kontrakt. W tym samym roku zadebiutował także w „Wielkim Tourze” – wystartował w Giro d’Italia 2014, który ukończył na 50. pozycji w klasyfikacji generalnej i 10. wśród młodzieżowców. W wyścigu zaliczanym do Wielkich Tourów ponownie wystąpił rok później, biorąc udział w Vuelta a España 2015.
Poljański kilkukrotnie startował w mistrzostwach świata w kolarstwie szosowym – w 2010 roku był 53. w wyścigu U23 ze startu wspólnego, w 2012 roku był 48. w wyścigu U23 ze startu wspólnego, a w 2014 roku nie ukończył wyścigu ze startu wspólnego elity.
W swojej karierze Poljański startował także między innymi w wyścigach Giro dell'Emilia (2013), Tour de Langkawi (2014), Volta Ciclista a Catalunya (2014), Tour de Romandie (2014 i 2015), Österreich-Rundfahrt (2014 i 2015), Tour de Pologne (2014 i 2015), USA Pro Cycling Challenge (2014), Grand Prix Cycliste de Québec (2014), Grand Prix Cycliste de Montréal (2014), Mediolan-Turyn (2014), Tour of Oman (2015), Paryż-Nicea (2015), Critérium International (2015), Vuelta al País Vasco (2015), Liège-Bastogne-Liège (2015) i Critérium du Dauphiné (2015).
14 grudnia 2020 roku ogłosił zakończenie kariery.

## Starty w Wielkich Tourach
| Grand Tour      | 2014 | 2015 | 2016 | 2017 | 2018 | 2019 | 2020 |
| --------------- | ---- | ---- | ---- | ---- | ---- | ---- | ---- |
| Giro d’Italia   | 50.  | –    | 35.  | –    | –    | 89.  | 67.  |
| Tour de France  | –    | –    | –    | 80.  | 94.  | –    | –    |
| Vuelta a España | –    | 35.  | –    | 67.  | –    | –    | 57.  |